# Madame de Beaumer
Madame de Beaumer (1720-1766) fue una escritora y feminista francesa más conocida por ser una de las tres editoras del periódico Journal des Dames —junto a Madame de Maisonneuve y Madame de Montanclos—, publicación de carácter feminista editada en París a partir de 1759; ocupó tal posición entre 1761 a 1763. Una de sus primeras obras fue Les Caprices de la fortune, una novela histórica.

## Obras
- 1757: Journal des Dames.
- 1760: Œuvres mêlées. Dialogue entre Charles XII, roi de Suède, et Mandrin, contrebandier.
- 1760: Les Caprices de la fortune.